# Johannes Anton Selander
Johannes Anton Selander (vars förnamn sällan skrivs ut eller används), född 27 november 1887, död 3 april 1964, var en liberal svensk publicist, mest känd för sin starkt antifascistiska hållning som chefredaktör för Eskilstuna-Kuriren under andra världskriget.

## Levnadsbana
Selander föddes i Marieby i Jämtland. Hans journalistbana började vid 19 års ålder på Östersunds-Posten, där han så småningom 1913–1914 var redaktionssekreterare. Han var 1914–1920 chefredaktör för Hudiksvalls Nyheter innan han 1920 tillträdde som chefredaktör för Eskilstuna-Kuriren, ett uppdrag han behöll till året före sin död. Selander tog 1932 initiativet till vad som sedermera utvecklades till nyhetsbyrån och samarbetsorganisationen Förenade Landsortstidningar, vars ordförande han var 1933–1944.
Selander var redan som ung politiskt aktiv, var en av stiftarna av Sveriges frisinnade ungdomsförbund 1909, och invaldes i dess styrelse. Åren 1921–1923 var han förbundets vice ordförande. Trots att han var förespråkare för ett alkoholförbud inträdde han vid partisprängningen 1923 i Sveriges liberala parti, men kritiserade gärna partiledningen i många frågor.

## Nazikritisk publicist under kriget
Under andra världskriget vägrade Selander att godta de inskränkningar i pressfriheten som samlingsregeringen införde, och fortsatte att starkt och öppet kritisera såväl Nazityskland som Sovjetunionen. Som följd av en artikel i Eskilstuna-Kuriren 30 november 1939 om det hotande sovjetiska anfallet på Finland, i vilken Selander i kraftiga ordalag kritiserade både Sovjetunionen och dess vid tillfället allierade Nazityskland, åtalades han enligt en numera borttagen paragraf i Tryckfrihetsförordningen om "smädliga, förgripliga eller till osämja med främmande makt syftande omdömen". Selander bestred åtalet, bland annat med motiveringen att "sanningen kan icke betecknas som smädlig", medan åklagarsidan menade sanningshalten vara oväsentlig: det viktiga var att inte hindra regeringens ansträngningar att bibehålla landets neutralitet. Selander frikändes.
Selander fortsatte sin uttalade kritik av framför allt Nazityskland kriget igenom, liksom sitt försvar av det fria ordet gentemot regeringens censurpolitik och sitt stöd för de ockuperade grannländerna Norge och Danmark. Detta ledde till att Eskilstuna-Kurirens upplaga togs i beslag av statsmakterna vid tre tillfällen. Tillsammans med Torgny Segerstedt i Göteborgs Handels och Sjöfartstidning var Selander också den enda i landet som vågade publicera Vilhelm Mobergs starka kritik mot statsmakternas censur.
Selander var under andra världskriget medlem i de antinazistiska organisationerna Samfundet Nordens Frihet och Tisdagsklubben.
J. A. Selanders son, Bo Selander, har hävdat att fadern under kriget var med i en hemlig sammanslutning vars mål var att Sverige skulle intervenera i Norge på de allierades sida. J. A. Selander tycks också ha haft regelbundna möten med personer ur den norska motståndsrörelsen, och bevistade bland annat rättegången i Oslo mot Vidkun Quisling efter kriget.

## Eftermäle

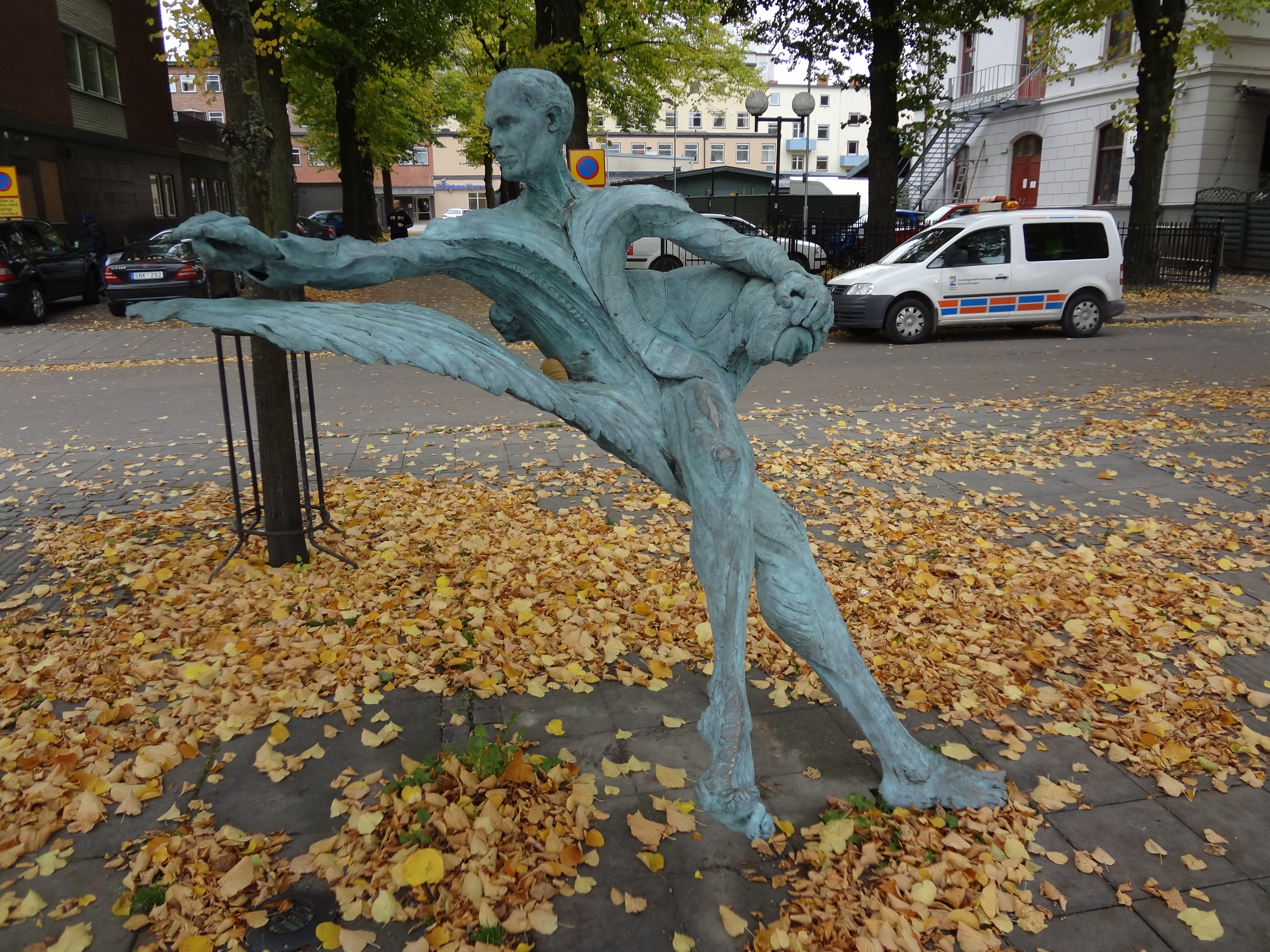
Staty föreställande Selander på J. A. Selanders gata, gjord av Richard Brixel.

Efter kriget fick Selander ta emot förtjänstmedaljer från Norge, Danmark och Storbritannien. Inom Sverige har hans gärning kommit något i skugga bakom Torgny Segerstedt, men oftast nämns han tillsammans med denne som den publicist som mest rakryggat tog ställning mot nazismen och mot tveksamheter i Sveriges neutralitets- och censurpolitik.
Den 14 november 2005 bytte den tidigare Teatergatan i Eskilstuna namn till J. A. Selanders gata, och en staty (skapad av Richard Brixel) föreställande honom invigdes. Sedan samma år arrangerar Eskilstuna-Kuriren och Mälardalens högskola till J. A. Selanders minne årligen Selanderdagen för "idéutveckling och samarbete inom medieområdet".
Utnämndes 1946 till riddare av första klass av Sankt Olavs Orden "for særlig fremragende fortjenester av Norges sak under krigen".
Selander är begravd på S:t Eskils kyrkogård utanför Eskilstuna.
Selanderpriset på 100 000 kronor delas sedan 2022 ut av Eskilstuna-Kurirens stiftelse, till en person eller organisation i civilsamhället som verkar i J A Selanders anda, för civilkurage, demokrati och yttrandefrihet.